# Azolla
Azolla (Azolla) – rodzaj wodnej paproci różnozarodnikowej klasyfikowany do rodziny salwiniowatych. Obejmuje 7 gatunków. Z powodu introdukcji gatunki należące do tego rodzaju rozprzestrzenione są już niemal na całym świecie. W Polsce jeden gatunek występuje jako inwazyjny – azolla drobna A. filiculoides (podawana była także azolla meksykańska A. mexicana, ale najwyraźniej omyłkowo).
Rozróżnianie poszczególnych gatunków jest trudne (wymagane jest zastosowanie mikroskopu skaningowego i oznaczanie nieczęstych okazów z organami generatywnymi). Stąd te same nazwy mogą odnosić się do różnych gatunków. Rośliny o dużym znaczeniu ekonomicznym jako zielony nawóz, paszowe, poza tym uprawiane jako ozdobne w stawach i akwariach. Ze względu na znaczenie ekonomiczne rodzaj należy do paproci będących przedmiotem najbardziej intensywnych badań naukowych. Nazwa rodzajowa pochodzi od greckich słów azo – wysychać i olluo – zabijać, co wynika stąd, że rośliny są wrażliwe na wysychanie. Masowy rozwój azolli 49 milionów lat temu spowodował zmiany w klimacie znane jako epizod Azolla. Prawie wszystkie gatunki mają liczbę chromosomów 2n=44.

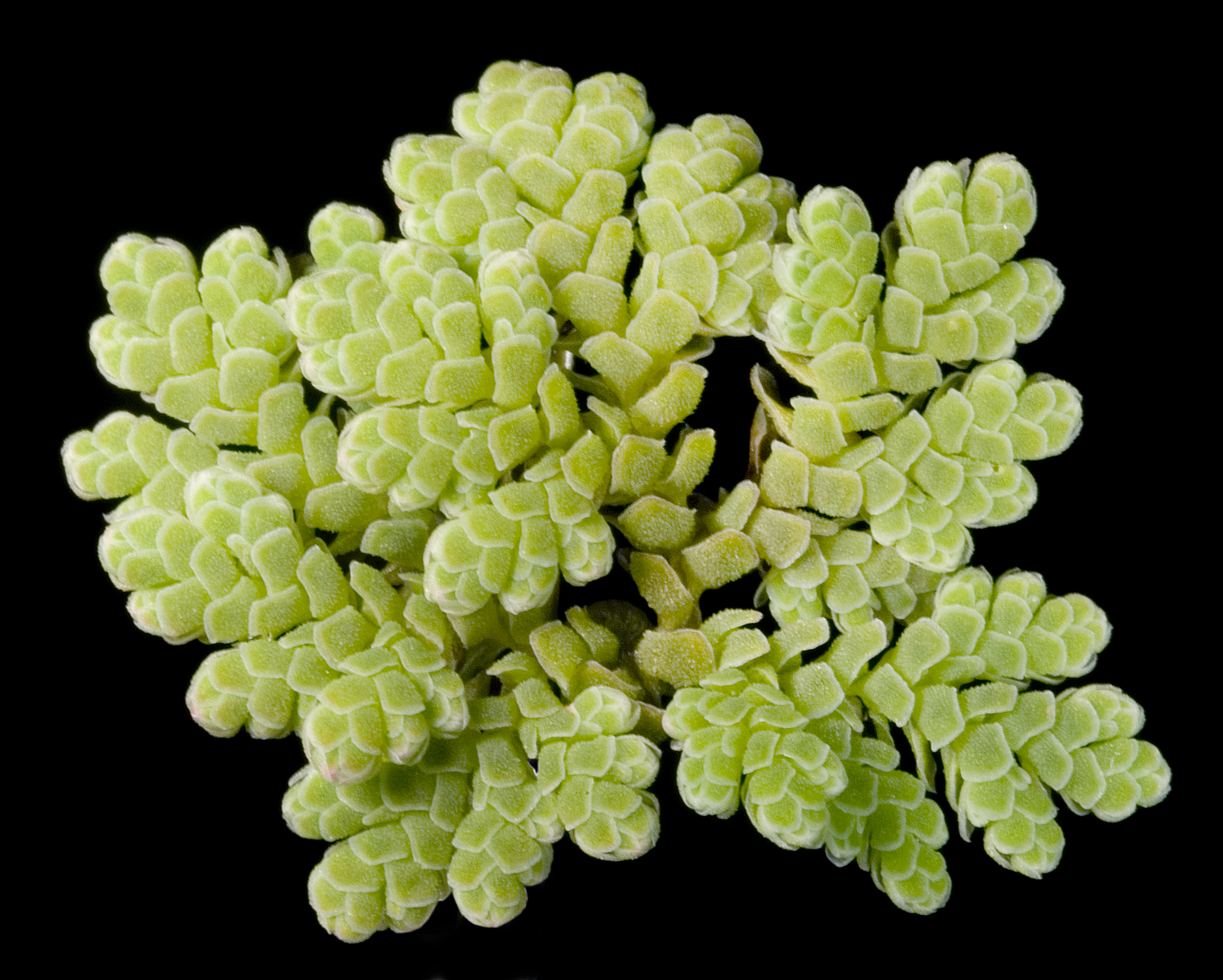
Azolla filiculoides

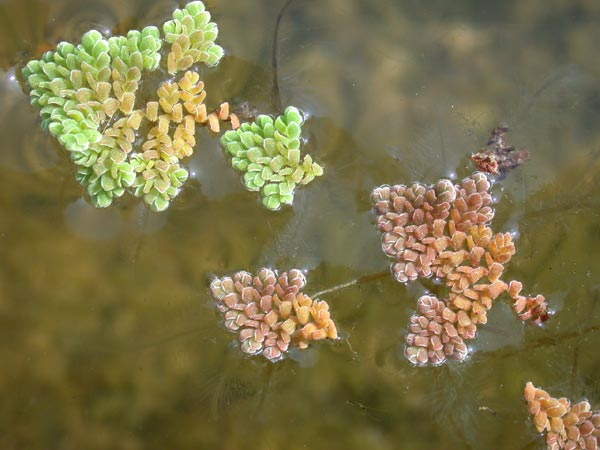
Azolla pinnata

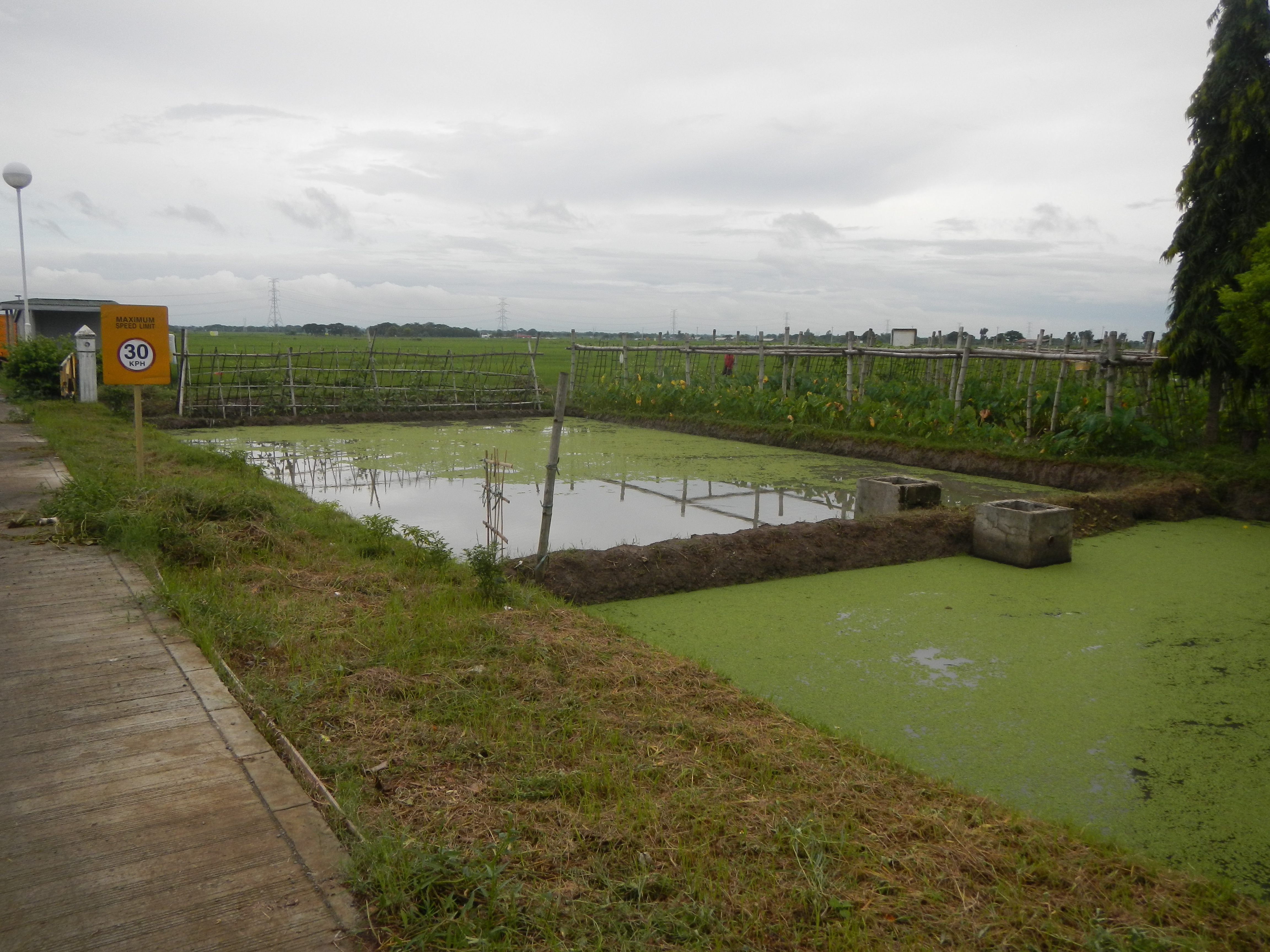
Stawy do hodowli azolli w Filipinach

## Morfologia
PokrójDrobne, delikatne, nieregularnie rozgałęzione pędy ścielące się na powierzchni wody. U form rozgałęzionych osiągają zwykle 1–3 cm długości, u prosto rosnących do 5 cm. Z wierzchu pędy gęsto okryte są liśćmi, od spodu korzenie wyrastają pojedynczo lub w pęczkach. Osiągają długość do 5 cm. Pędy są nagie z wyjątkiem górnej powierzchni liści, zielone lub czerwonawe.
LiścieWyrastają naprzemianlegle po górnej stronie pędu w dwóch prostnicach. Podzielone są na dwa płaty. Górny płat jest asymilacyjny, na brzegu tworzony przez jedną warstwę komórek, ale w części środkowej grubszy. Od spodu z przestworami, w których żyją sinice z rodzaju Anabaena. Na górnej powierzchni tego płatu liścia rozwijają się 1–2-komórkowe włoski. Dolny płat liścia jest jednowarstwowy, bezbarwny i unosi się na powierzchni wody.
ZarodnieSporokarpia, w parach lub rzadziej po 4, rozwijają się u nasady pierwszych liści starszych rozgałęzień pędów.

## Rozwój
Rośliny jednoroczne.
Sporokarpia zawierające liczne mikrosporangia są duże i kuliste. Sporokarpia z pojedynczym makrosporangium są elipsoidalne i mniejsze. W początkowej fazie rozwoju w każdym sporokarpie na krótkim, ale grubym osadniku powstaje makrospora dzieląca się na 8 komórek macierzystych makrospor. Na tym etapie u nasady osadnika rozwijają się mikrosporangia, które albo zamierają umożliwiając dalszy rozwój makrosporangium, albo przerastają makrosporangium powodując jego obumarcie i zaniknięcie. Jeśli dalszy rozwój makrosporangium przebiega w sposób niezakłócony, to powstają w nim 32 zarodniki, z których dojrzewa jeden jako makrospora. W mikrosporangiach powstają najpierw 32 zarodniki, a po dalszym podziale 64 i wszystkie one dojrzewają. Mikrospory łączą się po 8–12 tworząc tzw. massulę, wypełnioną kilkoma dużymi wakuolami, na szczycie zawierającą haczykowate wyrostki.
Dojrzałe sporokarpia opadają na dno zbiornika i tu rozpuszczeniu ulegają ich ściany. Uwolnione massule unoszone są przez wodę i te z mikrosporami przyczepiają się za pomocą haczyków do massuli zawierającej makrosporę. Wówczas rozwijają się bardzo zredukowane gametofity. Gametofit męski kiełkuje z mikrospor wewnątrz massuli, powstaje pojedyncza plemnia z której centralnej komórki powstaje 8 komórek macierzystych plemników. Wydostają się one przez ścianę massuli i dokonują zapłodnienia komórki jajowej w rodni rozwijającej się na gametoficie żeńskim wewnątrz makrospory. Powstający zarodek wydostaje się ze ścian zarodnika.
Rośliny łatwo rozmnażają się wegetatywnie, rozwijając się z łatwo odłamujących się fragmentów pędów. W ciągu trzech dni w optymalnych warunkach mogą podwoić swoją masę. Generatywnie rozmnażają się rzadko.

## Systematyka
Pozycja systematyczna według Smitha i in. (2006) i systemu PPG I (2016)
Rodzaj siostrzany wobec salwinii (Salvinia) w obrębie rodziny salwiniowatych (Salviniaceae) w rzędzie salwiniowców (Salviniales).
Podział rodzaju
W obrębie rodzaju wyróżniane są dwie sekcje: Azolla i Rhizosperma (Meyen) Mettenius, traktowane czasem jako podrodzaje. Gatunki z sekcji Azolla występują na kontynentach amerykańskich i wyróżniają się rozgałęzieniami dychotomicznymi pędów, obecnością trzech gąbczastych organów pływających w górnej części makrospory oraz obecnością prostych haczyków na powierzchni massuli z mikrosporami. U roślin z sekcji Rhizosperma rozgałęzienia są pierzaste, makrosporokap wyposażony jest w 9 pływaków, a massule z mikrosporangiami mają włoski igiełkowate lub pozbawione są wyrostków. Rodzaj był w dawnych epokach znacznie bardziej zróżnicowany, z kredy znanych jest ok. 30 gatunków azolli.
Wykaz gatunków
- sect. Azolla
  - Azolla caroliniana Willd. – azolla karolińska
  - Azolla filiculoides Lam. – azolla drobna
  - Azolla mexicana C. Presl – azolla meksykańska
- sect. Rhizosperma (Meyen) Mettenius
  - Azolla cristata Kaulf.
  - Azolla imbricata (Roxb. ex Griff.) Nakai
  - Azolla microphylla Kaulf.
  - Azolla pinnata R. Br. – azolla afrykańska

## Zastosowanie
Azolla bywa uprawiana na polach ryżowych i stosowana jako zielony nawóz. Wiąże się to z tym, że współżyje ona symbiotycznie z sinicami z różnych gatunków (dawniej opisywanych jako Nostoc azollae lub Anabaena azollae), które mają zdolność diazotrofii, tj. przyswajania azotu atmosferycznego. Wiązanie azotu cząsteczkowego przez taki układ ocenia się na 83–125 kg × ha−1 × rok−1 (symbioza na polach ryżowych). Uprawa tych roślin na polach ryżowych, następnie ich odwadnianie i pozwolenie na rozłożenie się maty z pędów azolli użyźnia podłoże do tego stopnia, że przyczyniać się może do 150% wzrostu plonu ryżu. Kilka gatunków jest hodowanych poza tym jako rośliny pastewne służące do karmienia ryb, kaczkowatych i zwierząt gospodarskich. Ze względu na swą oryginalność rośliny uprawiane są także jako ozdobne w stawach, terrariach i jako rośliny akwariowe.

## Uprawa i hodowla
Azolla jest wrażliwa na działanie chemicznych środków ochrony roślin. Najlepiej rośnie w klimacie ciepłym. Chłód powoduje przebarwianie się pędów na kolor czerwony, podobnie działa też silne nasłonecznienie i inne czynniki stresowe (zasolenie, niedostatek substancji odżywczych). Rośliny są wrażliwe na niskie temperatury i mróz. Pędy obumierające podczas chłodnych zim, mogą odradzać się wiosną z pąków przeżywających okres niekorzystny na dnie zbiorników.
Ze względu na znaczenie ekonomiczne w pierwszych latach XXI wieku trwały zabiegi hodowlane nad ok. 600 odmianami azolli zmierzające do uzyskania form odpornych na choroby grzybowe, owady, cechujące się większą tolerancją na wyższe i niższe temperatury.